# Heinrich Eberbach
Heinrich Eberbach foi um General Alemão durante a Segunda Guerra Mundial. Nasceu em Stuttgart em 24 de Novembro de 1895, faleceu em Notzingen no dia 13 de Julho de 1992.

## Biografia
Heinrich Eberbach era um oficial cadete em 1915. Ele lutou em várias unidades de infantaria antes de ser enviado para servir no Estado-Maior Turco. Ele encerrou a guerra com a patente de Oberleutnant. Em 1920, ele deixou o Exército para entrar na polícia. Após se re-alistar em 1935, se tornou Oberstleutnant e comandante do Panzer Regiment 35 ao início da Segunda Guerra Mundial.
No início da guerra ele lutou nas tropas panzer, onde passou da patente de Oberstleutnant para General der Panzertruppe num período de quatro anos, sendo promovido à Oberst em 1 de Agosto de 1940, se tornou Generalmajor em 1 de Fevereiro de 1942, Generalleutnant em 1 de Janeiro de 1943 e General der Panzertruppe em 1 de Agosto do mesmo ano. Este grande comandante de tanques estava no comando sucessivamente da 5. Pz.Brig. (2 de Julho de 1941), 4ª Divisão Panzer (6 de Janeiro de 1942), XXXXVIII Corpo Panzer (26 de Novembro de 1942) e Sonderstabes Panzer (10 de Fevereiro de 1943).
Ele foi um inspetor das tropas panzer com o comando oficial da Ersatzheer (28 de Fevereiro de 1943) e após o comadante oficial do XXXXVII Corpo Panzer (15 de Outubro de 1943), XXXXVIII Corpo Panzer (22 de Outubro de 1943) e XXXX Corpo Panzer (15 November 1943). Mais tarde ele esteve no comando do Panzergruppe West, e mais tarde assumiu o 5º Exército Panzer (8 de Agosto de 1944), e o 7º Exército (22 de Agosto de 1944).
Foi feito prisioneiro pelos britânicos em 31 de Agosto de 1944, e libertado em 1948. Ele faleceu em Notzingen no dia 13 de Julho de 1992.

## Operação Tufão
Durante a Operação Tufão, o então coronel Eberbach comandou o grupo de combate que recebeu seu nome, como parte da IV Divisão Panzer do XXIV Corpo Panzer do general barão Geyr von Schwewppenburg, integrante do II Exército Panzer do coronel-general Heinz Guderian, integrante por sua vez do Grupo de Exércitos Centro do Marechal-de-Campo von Bock.
Originalmente composto pelo 2º Batalhão do XXXVº Panzer, pelo 34º Batalhão Motorizado, pelo 2º Batalhão do CIII de Artilharia e pela 3ª Companhia do LXXIX de Sapadores Blidados, este grupo de combate atuou como ponta-de-lança do II Exército Panzer e começou sua atuação na Operação Tufão no dia 30 de setembro de 1941, atacando a CCLXXXII Divisão de Infantaria e a CL Brigada de Tanques nas proximidades de Essman. Ao meio-dia de 1º de outubro, o grupo de combate tomou Svesk e completou a ruptura do flanco esquerdo da Frente de Bryansk. Enfrentando relativamente pouca oposição, em seguida avançou 100 km e tomou a ponte sobre o rio Oka, em Kromy, ao anoitecer de 2 de outubro, avançando até a cidade de Orel no dia seguinte.

## Batalha de Mtensk

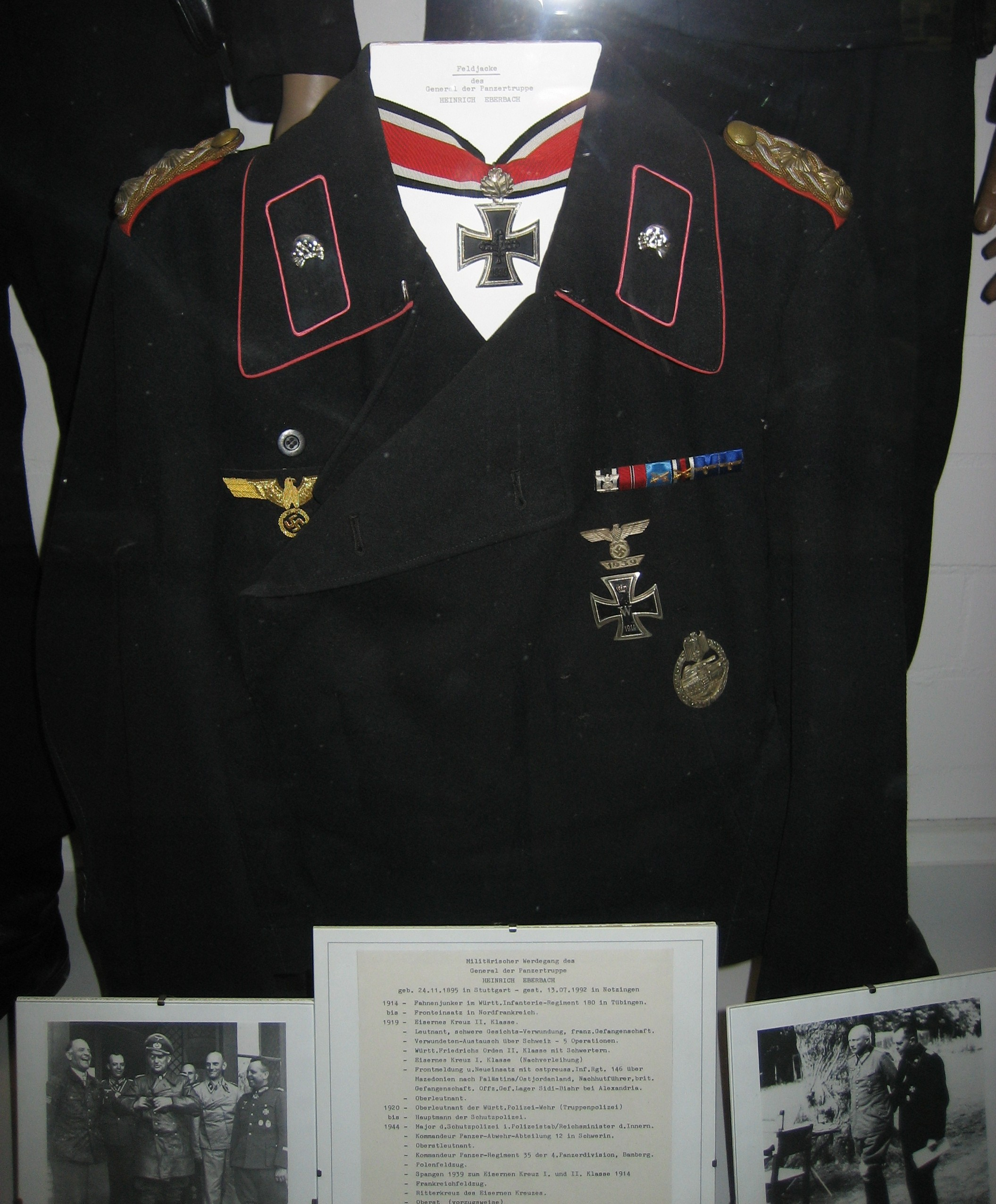
O uniforme do General Heinrich Eberbach no Museu Alemão de Blindados de Munster.

No dia 6 de outubro, em Narishkyno, nas proximidades de Orel, o Exército Vermelho conseguiu reunir a 4ª Brigada de Tanques do coronel Katukov e um batalhão da 11ª Brigada de Tanques, logrando pela primeira vez desde o início da Operação Tufão reunir mais de 40 blindados de combate T-34 e KV-1. Ao mesmo tempo, o II Exército Panzer sofria de problemas logísticos, causados pela impossibilidade de suprimentos adequados e pelos gastos de combustível em seu avanço para Orel, sendo que a fonte de combustível mais próxima se localizava em Novgorod-Seversky, a 230 km de distância. Após derrotar uma força de bloqueio soviética no dia anterior, em 6 de outubro, o agrupamento de combate avançou até a ponte do desfiladeiro do rio Lisiza, pela estrada que ia de Orel a Tula, encontrando como único obstáculo para sua travessia uma unidade do NKVD armada com morteiros e armas antitanque. Após um rápido bombardeio com canhões sK 18 de 100 mm e obuses de 105 mm, o 34ª Batalhão de Infantaria Mecanizada tomou a ponte, expulsando a infantaria adversária. Imediatamente, o coronel Eberbach ordenou que vários carros de combate atravessassem para o outro lado do rio e tomassem as colinas em frente, postando um canhão sK 18 e dois Flak 88 daquele lado da ponte para fornecerem proteção ao desfiladeiro. Todavia, enquanto subiam as colinas, descobriram que Katukov colocara tanques KV-1 e T-34 emboscados na mata a cerca de 500 metros da estrada, que imediatamente começaram a castigar os blindados alemães por ambos os flancos. Armados com canhões mais potentes, os tanques soviéticos destruíra vários PzKpfw III, os quais, com meros canhões de 50 mm, não eram capazes de responderem ao fogo inimigo. Tentando atrair os soviéticos para sua própria artilharia emboscada próxima ao rio, os blindados alemães recuaram, sendo perseguidos pelos T-34 e KV-1. Porém, apesar de terem posto alguns blindados fora de combate, tanto os flak 88 quando o sK 18 foram destruídos, enquanto os alemães cruzavam novamente o rio, agora recuando. O resultado do combate poderia ter sido ainda pior para os alemães, se Katukov não tivesse aproximado demais seus blindados o rio Lisiza, ficando dentro do alcance útil dos canhões dos tanques alemães e do restante da sua artilharia. O saldo final do encontro foram 10 tanques alemães destruídos, sete mortos e 25 feridos. Do lado soviético, estimam-se as perdas em dois tanques destruídos e quatro avariados.
Na sequência da batalha, porém, os alemães voltaram a carga com mais cautela, cruzando rio Lisiza com unidades de reconhecimento amplamente apoiadas por artilharia e aviões de ataque. Nesta condições, o agrupamento de combate Eberbach lançou um ataque no dia 7 de outubro que flanqueou a linha defensiva principal estabelecida pelo comandante soviético, general-de-divisão Lelyushenko, o que começou uma fuga das forças do Exército Vermelho em direção à cidade de Mtensk e a uma nova linha de defesa. No dia 9 de outubro, todavia, o agrupamento de combate Eberbach rompeu esta nova linha de defesa com um ataque dirigido contra o seu flanco esquerdo, o que provocou mais uma vez a fuga desordenada dos soviéticos, desta vez para a própria Mtensk. Houve falha na cobertura dos acessos a cidade e, no dia 10 de outubro, a infantaria do agrupamento de combate capturou uma ponte intacta e desguarnecida sobre o rio Zusha, entrando no lado oriental de Mtensk. Nestas condições e temendo serem cercadas, as forças soviéticas abandonaram esta cidade, recuando para uma nova linha defensiva, no curso mais ao norte do rio Zusha.
Como resultado desta batalha e da defesa soviética, apesar dos resultados afinal obtidos, os alemães se viram impossibilitados de avançar, graças a escassez de forças e a resistência do Exército Vermelho em outras posições defensivas no rio Zusha, permanecendo as forças alemães paradas na estrada de Tula e tendo as tropas do general Heinz Guderian, de fato, perdido a iniciativa.

## Batalha de Tula
Como consequência da falta de combustível e da defesa soviética no rio Zusha, o XXIV Corpo Panzer permaneceu inativo por duas semanas nas posições conquistadas em Mtensk. Isso levou o Stavka a enviar poucos reforços para a reconstrução da Frente de Bryansk, além de transferir Lelyushenko e a 4ª Brigada de Katukov para o norte.
No dia 22 de outubro, após reunir combustível e munição de artilharia, o XXIV Corpo Panzer recomeçou sua ofensiva contra as posições soviéticas no Zusha, derrotando o 26º exército soviético e avançando pela estrada Orel-Tula. Neste avanço, o agrupamento Eberbach conquistou Chern em 24 e Plavsk em 27 de outubro. Já no dia 28, o agrupamento Eberbach entrou na linha de defesa soviética ao sul de Tula, tendo percorrido 80 km em cinco dias.
Contando na ocasião com 60 carros de combate, vários batalhões de infantaria motorizada e um de artilharia, o agrupamento de combate alcançou Tula em 29 de outubro, mas o então coronel Eberbach não quis arriscar um ataque imediato contra uma zona altamente urbanizada. Ao invés, esperou pelo dia seguinte e pela reunião de todas as suas forças. Naquela ocasião, a cidade era defendida apenas por um regimento de milícia e pelo 156º regimento da 69ª brigada do NKVD, apoiados pelo 732º Regimento Antiaéreo.
No dia 30 de outubro, Eberbach ordenou a seus homens que atacassem pelo lado sul da cidade, com a maioria de seus carros de combate avançando pela estrada e a infantaria tentando flanquear as posições soviéticas. Nestas condições, vários dos tanques foram destruídos pelos canhões antiaéreos M1939 de 37mm. Enquanto isso, a milícia defendia o lado esquerdo da estrada, com antitanques PTRD-41, metralhadoras Maxim e coquetéis Molotov e a tropa do NKVD defendia o lado direito da estrada, a partir de uma fábrica, com antitanques M1932 de 45 mm. O ataque alemão contou com a com a 1ª Cia. do Regimento Schützen 3 da 3ª Panzer em semilagartas SdKfz 251 e da infantaria em caminhões da Divisão Grossdeutschland, todavia estas foram alvo de armas automáticas e franco-atiradores soviéticos, não conseguindo avançar. Com pouco apoio aéreo e de artilharia e temendo enviar os tanques desacompanhados de artilharia para uma luta urbana, Eberbach ordenou a suspensão do ataque. Graças a isto, nesta mesma noite os soviéticos conseguiram receber o reforço da 32ª Brigada de Tanques e, logo depois, de três divisões de infantaria. Esta foi, portanto, a melhor ocasião que os alemães tiveram para a tomada de Tula.

## Condecorações
Foi condecorado com a Cruz de Cavaleiro da Cruz de Ferro (4 de Julho de 1940), com Folhas de Carvalho (31 de Dezembro de 1941, n° 42).